# Лиелупе (Юрмала)
Лие́лупе (латыш. Lielupe), часть Юрмалы в 19 км от Риги, расположенная в излучине между Рижским заливом и местом впадения в него реки Лиелупе. Раньше это место называлось Булли, поскольку находилось на границе поместья Булли. Одно из мест Рижского взморья, откуда начиналась дачная застройка.
Строительство началось примерно в 1910 году, когда была застроена территория, ближе всего расположенная к морю. Застройка охватила и обширный сосновый лесопарк. Деревянное здание железнодорожной станции относится к 1913 году. Своё сегодняшнее название Лиелупе носит с 1930-х годов.
Самая старая населённая часть сегодняшнего Лиелупе — Буллюциемс, который прилегает к устью реки Лиелупе, в 3 км от железнодорожной станции. Начиная с XIV века работал так называемый паром Буллю, переправлявший подводы через реку. Вдоль моря пролегала дорога из Риги в Курземе и Пруссию. После второй мировой войны на этой территории располагался рыболовецкий колхоз «Узвара», развивший широкую и успешную хозяйственную деятельность. Позже основан рыбацкий посёлок с общественными зданиями и рыболовецкий порт.
На ул. Викингу находится музей природы, в котором можно познакомиться с рыболовным хозяйством (Народный музей а/о «Юраслицис» — открыт в 1974 году).
На берегу Лиелупе расположены самые высокие дюны в Юрмале — Белые дюны (латыш. Baltā kapā) или дюны Рага (15 м над уровнем моря). В местечке Стирнурагс была устроена пароходная пристань.

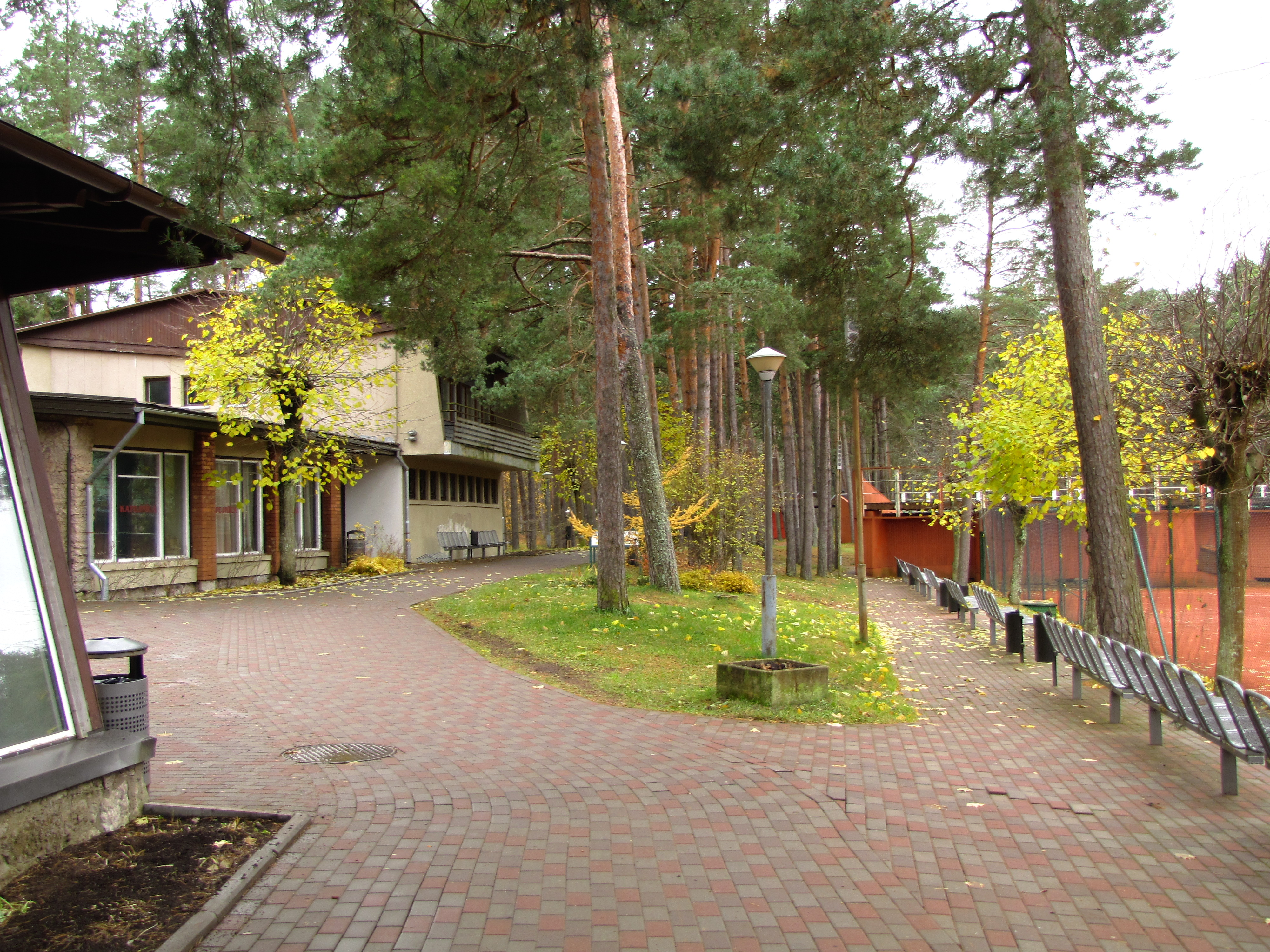
У теннисных кортов в Лиелупе

В Лиелупе имеется несколько спортивных комплексов. Наиболее значительные — яхт-клуб и национальная спортбаза ГТЦ «Лиелупе». На теннисных кортах Лиелупе неоднократно устраивались международные соревнования.
Вплоть до начала Второй мировой войны в архитектуре новой застройки Лиелупе преобладали традиции классицизма, функционализма и национального романтизма. В 30-е годы в этом районе было построено несколько зданий в стиле функционализма, которые внесли в архитектуру юрмальских деревянных дач рационализм, свойственный середине XX столетия.
В начале XXI века Лиелупе — престижный район, где проживает много представителей латвийской элиты. Имеется средняя школа.